# Cañamaque
Cañamaque – gmina w Hiszpanii, w prowincji Soria, w Kastylii i León, o powierzchni 22,94 km². W 2011 roku gmina liczyła 33 mieszkańców.